# Philippe Vitali
Philippe Spiridion, comte Vitali, prince de Sant'Eusebio, (30 octobre 1830, Patras - 30 décembre 1909, hôtel Vitali (Paris)), est un ingénieur et entrepreneur français d'origine grecque.

## Biographie
Issu d'une importante famille vénitienne, il est le petit-fils de Ser Giovanni Vitali (olim. Vidali ou Vidal) sénateur de Zante et le fils de Ser Giorgio Vitali diplomate défendant les intérêts grecs en France pendant la guerre d'indépendance contre les ottomans. Ce dernier s'installera en France en 1832, à l'invitation de Louis Philippe devenu roi des français et inscrira Philippe à l'École centrale de Paris en 1848, lequel en sortira ingénieur en 1851. Philippe Vitali entre, alors, dans l'entreprise de Basile Parent, dont il épouse la nièce en 1857. Il y débute en 1856 lors de la construction du chemin de fer de Cordoue.
En 1859, il crée avec Firmin Picard et Joseph Sébastien Charles sa propre société, Vitali, Picard et Cie. Ils obtiennent la construction des chemins de fer Sicile-Calabre, puis la concession des chemins de fer de l’État serbe. 
En 1870, Vitali crée l'Entreprise générale de construction des chemins de fer et de travaux publics, qui prend le nom de Régie générale des chemins de fer et des travaux publics (RGCF) en 1885, avec plusieurs banquiers, dont les Rothschild ; Vitali en obtient le contrôle. 
La Régie générale des chemins de fer et des travaux publics fut entre autres très implantée dans l'Empire ottoman, notamment grâce à ses liens étroits avec la Banque ottomane. En 1892, elles créèrent la Compagnie du Chemin de fer de Salonique à Constantinople et se rapprochèrent de la Société de construction des Batignolles (SCB) au sein de la Société franco-ottomane d'Études industrielles et commerciales (qui obtint la concession du réseau de la mer Noire en 1909). La RGCF, la Banque ottomane, la SCB, Schneider et les frères Hersent créèrent le Consortium des Ports de l'Empire ottoman en 1911.
Il prit part à la création de la Société russo-française d'Entreprise industrielle, qui avait pour vocation d'obtenir la concession du réseau des chemins de fer de l'État russe.
Vitali était grand cordon de l’ordre du Takovo de Serbie, commandeur de l'ordre de la Couronne d’Italie, de l'ordre d'Isabelle la Catholique (avec plaque), de l'ordre de Charles III d'Espagne (avec plaque) et de l'ordre du Médjidié, officier de la Légion d'honneur et de l’ordre de Léopold et chevalier de l'ordre des Saints-Maurice-et-Lazare et de l'ordre du Christ.
Il est le père de Georges Vitali qui prendre sa succession.
Il a possédé l'hôtel Vitali (Paris) et le château de Vigny (Val-d'Oise)

## Sources
- Georges Tubeuf, Domaine de Vigny (Seine-et-Oise) appartenant au comte Philippe Vitali: monographie du château et de l'église, 1902
- Jean Lambert-Dansette, Histoire de l'entreprise et des chefs d'entreprise en France: Tome 5, L'entreprise entre deux siècles (1880-1914), Première partie, Les rayons et les ombres, 2009
- Jean-Yves Mollier, Le Scandale de Panama, 1991
- Histoire, économie et société, Volume 6, 1987
- Rang-Ri Park-Barjot, La Société de construction des Batignolles: Des origines à la Première Guerre mondiale (1846-1914), 2005